# Sayyid Hashim al-Haydari

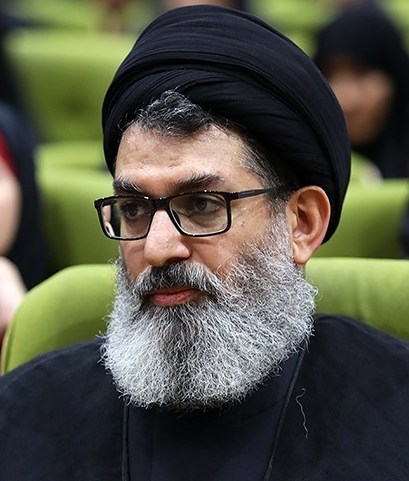
Sayyid Hashim al-Haydari.

Hashim al-Haydari (arabiska: السيد هاشم الحيدري), även känd som Abu Baqir, är en irakisk shiamuslimsk sayyid och hujjat al-islam och den kulturella ställföreträdaren för de Populära mobiliseringsstyrkorna (PMU; al-Hashd al-Sha'bi) i Irak. Han är en av Bagdads framstående lärda, och hans släktlinje sträcker sig till den andra shiaimamen Hasan ibn Ali. Sayyid al-Haydari förespråkar bland annat om Islamiska republiken Iran och att man bör följa ayatolla Khameneis ledarskap. Han menar även att marjaiya är lösningen till Iraks problem. Han har under en period jobbat på tv-kanalen al-Furat.